# Caol Ila

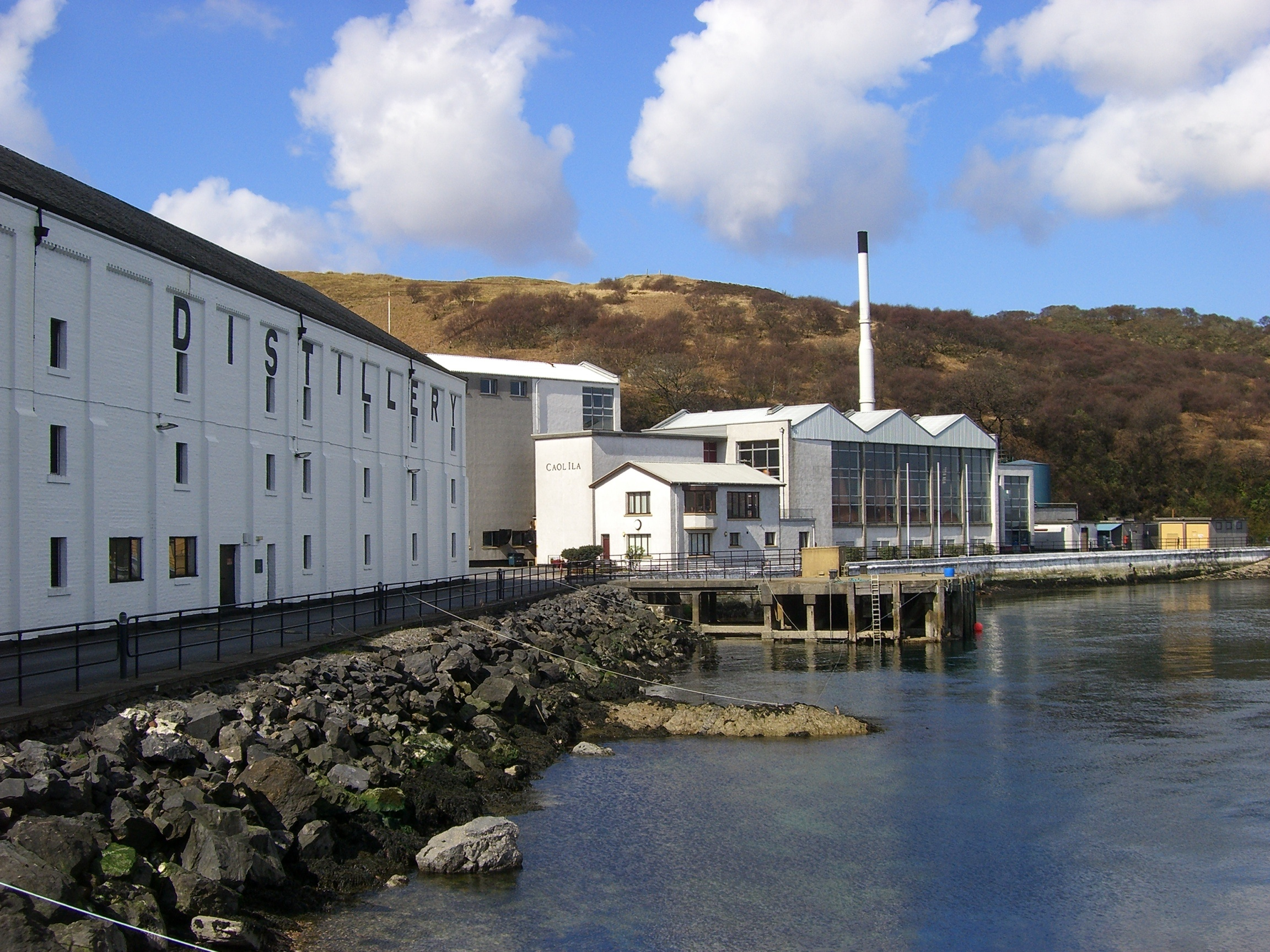
Caol Ila

Caol Ila kull-ila, uttalas på lokal dialekt ungefär som kåll-iila, är ett whiskydestilleri strax utanför Port Askaig på ön Islay belägen utanför Skottlands västkust. Namnet betyder Islays sund på skotsk gaeliska. 
Destilleriet grundades 1846 av Hector Hendersson. Destilleriet har 6 (3+3) pannor och är det största på Islay. Det ligger vid ett smalt sund mellan öarna Islay och Jura. Endast en smal väg leder dit och på den vägen sker alla transporter till destilleriet med tunga lastbilar. Det går inte att mötas på vägen och mötesplatserna är få så var beredd att backa till närmaste mötesplats.
1972 var destilleriet nedgånget och i stort behov av modernisering. I princip hela anläggningen revs och återuppbyggdes med modern teknik med hög grad av automation.
Färjorna till och från Oban via Colonsay passerar förbi destilleriet och på andra sidan sundet syns de högsta topparna på Isle of Jura, The Paps of Jura (skotsk gaeliska: Sgurr na Cìche)
Caol Ila tillverkar en klassisk rökig Islaywhisky. Ungefär 90 % av Caol Ila används i olika blended whisky, och 10 % buteljeras som maltwhisky. Produktionen är högt mekaniserad och sex personer tillverkar lika mycket whisky som 18 personer hos konkurrenten Bruichladdich, också på Islay, som har helt manuell tillverkning.